# Ondratice
Ondratice (en allemand : Ondratitz) est une commune du district de Prostějov, dans la région d'Olomouc, en République tchèque. Sa population s'élevait à 333 habitants en 2023.

## Géographie
Ondratice se trouve à 10,5 km au nord-nord-est du centre de Vyškov, à 12,5 km au sud-sud-ouest de Prostějov, à 29 km à l'est-sud-est d'Olomouc et à 206 km à l'est-sud-est de Prague.
La commune est limitée par Podivice au nord-ouest, Brodek u Prostějova au nord et à l'est, par Želeč au sud, par Drysice au sud-ouest, et par la zone militaire de Březina à l'ouest.

## Histoire
La première mention écrite de la localité date de 1348.

## Galerie

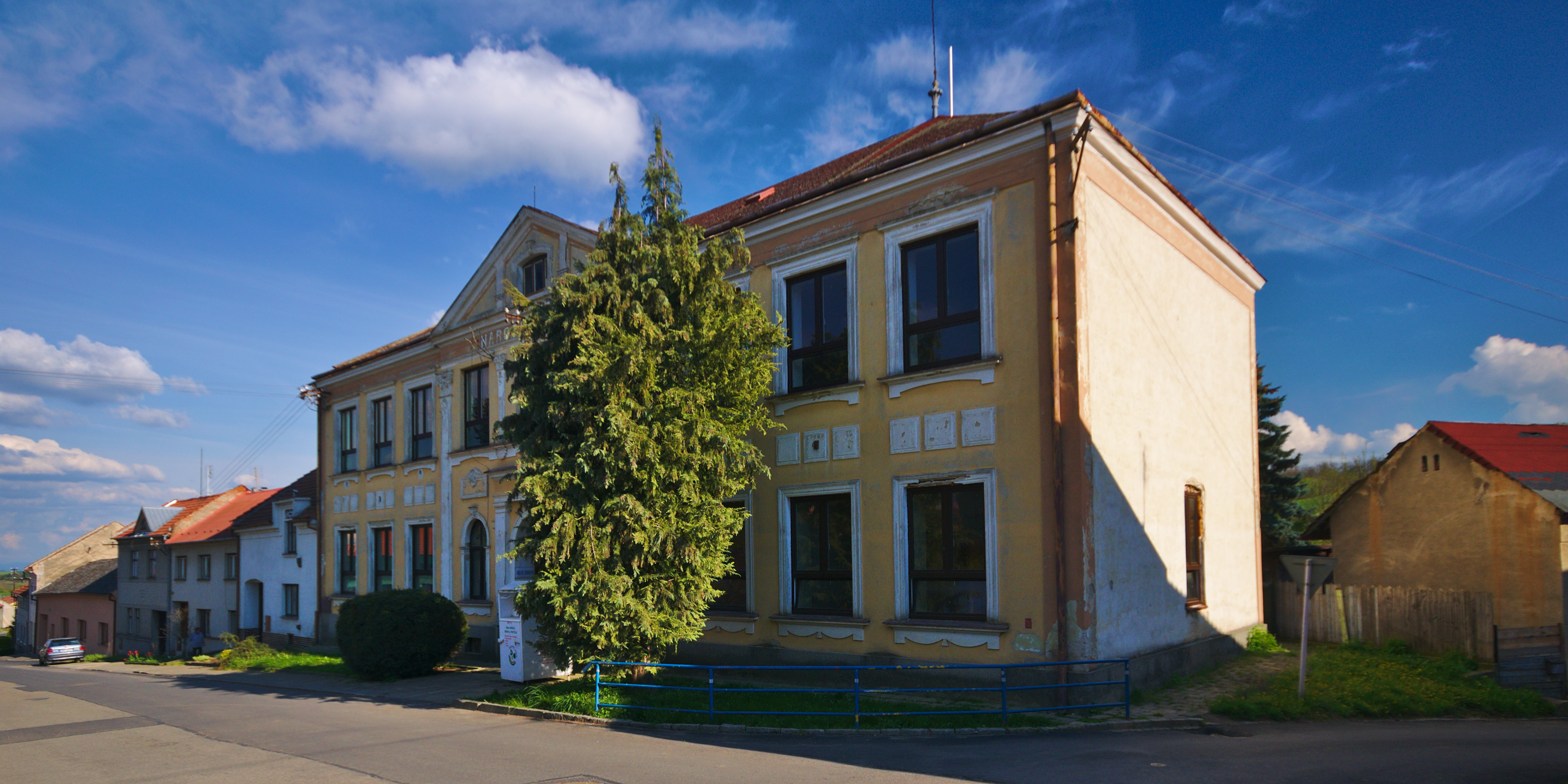
Ondratice : la mairie.

## Transports
Par la route, Ondratice se trouve à 16 km de Vyškov, à 16 km de Prostějov, à 33 km d'Olomouc et à 255 km de Prague.